# 2 Паллада
2 Палла́да (лат. 2 Pallas) — один із найбільших астероїдів у Сонячній системі. Відкритий 28 березня 1802 року Генріхом Вільгельмом Ольберсом і названий на честь Афіни Паллади. Паллада належить до головного поясу астероїдів. Має геометричне альбедо 0,101, стандартну зоряну величину 4,21m і належить до спектрального класу B. Один оберт навколо власної осі астероїд здійснює за 0,32555 доби (~7,8 год).
Паллада є третім за розмірами тілом головного поясу астероїдів, її середній діаметр складає близько 513 км. Оскільки в серпні 2006 року Церері було надано статус карликової планети, наразі Паллада є другим за розміром астероїдом головного поясу після Вести. Ці астероїди є близькими за розміром: об'єм Паллади складає приблизно 90—95 % об'єму Вести. З нахилом орбіти 34,8° орбіта Паллади надзвичайно сильно нахилена до площини поясу астероїдів, що робить Палладу відносно недоступною для космічних апаратів, а її орбітальний ексцентриситет майже такий же великий, як у Плутона.
Встановлено майже цілковиту тотожність спектрів Паллади та невеликого астероїда 1580 Бетулія, що може свідчити про їхнє спільне походження.

## Історія

### Відкриття

Розміри 10 перших відкритих об'єктів поясу астероїдів у порівнянні з Місяцем. Паллада (друга) поступається розмірами карликовій планеті Церері (перша) і, можливо, астероїду Веста (четвертий).

У ніч на 5 квітня 1779 року Шарль Мессьє відмітив Палладу на зоряній карті, яку він використовував для відстеження шляху комети, тепер відомої як C/1779 A1 (Боде), яку він спостерігав навесні 1779 року, але, очевидно, прийняв її за звичайну зорю.
1801 року астроном Джузеппе Піацці виявив об'єкт, який він спочатку вважав кометою. Невдовзі після цього він оголосив про свої спостереження цього об'єкта, зазначивши повільний рівномірний рух, нехарактерний для комети. Об'єкт був втрачений з поля зору на кілька місяців, але пізніше того ж року був знайдений бароном фон Цахом і Генріхом Ольберсом за допомогою попередньої орбіти, розрахованої Карлом Фрідріхом Гаусом. Цей об'єкт отримав назву Церера і став першим тілом відкритим у поясі астероїдів.
За кілька місяців Ольберс знову намагався знайти Цереру і помітив неподалік інший рухомий об'єкт. Це був астероїд Паллада, який у той час випадково пролітав біля Церери. Відкриття цього об'єкта викликало інтерес в астрономічної спільноти. До цього моменту астрономи припускали, що в проміжку між Марсом і Юпітером повинна бути планета. Тепер несподівано були знайдені дві планети. Коли Палладу було виявлено, деякі оцінки її розміру досягали 3380 км в діаметрі. Ще 1979 року Паллада оцінювалася в 673 км в діаметрі, що на 26 % перевищує прийняте на цей момент значення.
Орбіта Паллади також була розрахована Гауссом. Її орбітальний період (4,6 року) виявився близьким до періоду Церери, а нахил орбіти Паллади до площини екліптики виявився досить високим.

### Подальші спостереження
1917 року японський астроном Кійоцуґу Хіраяма виявив групу з трьох астероїдів, чиї елементи орбіт близькі до Паллади, і припустив їхнє спільне походження в результаті зіткнення астероїдів. Ця група була названа сім'єю Паллади на честь найбільшого об'єкта групи. У 2002 році еволюційна спорідненість членів сім'ї була підтверджена порівнянням їх спектрів.
Кілька разів спостерігалися покриття зір Палладою. Зокрема, 29 травня 1983 року покриття зорі Палладою було зареєстровано 140 спостерігачами, що зробило його найкращим зі спостережень покриттів зір астероїдами. Результатом цих вимірювань стало перше точне визначення діаметра Паллади. Після покриття 29 травня 1979 року з'явилось повідомлення про можливий маленький супутник діаметром близько 1 км, яке ніколи не було підтверджено.
Радіосигнали від космічних кораблів на орбіті навколо Марса та на його поверхні використовувалися для оцінки маси Паллади за малими збуреннями, яка вона справляє на рух Марса.
У вересні 2007 року, під час найближчого за 20 років протистояння Паллади, наукова група космічної місії Dawn спостерігала її на космічному телескопі Габбл, щоб порівняти її властивості з Церерою та Вестою.

### Назва та символ
Астероїд Паллада названий на честь давньогрецької богині Афіни Паллади (дав.-гр. Παλλάς Ἀθηνᾶ). У деяких версіях міфу Афіна випадково вбила свою подругу Палладу і в знак скорботи взяла її ім'я.

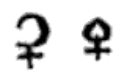
Символи Церери та Паллади, опубліковані в 1802 році.

Основа грецького слова Παλλάς має літеру «д», яка з'являється перед голосними, але зникає перед закінченням «ς» називного відмінка. Тому в деяких мовах у назві астероїда, як і в українській, є літера «д» (рос. Паллада, італ. Pallade), а в деяких — немає (англ., фр., фр., пол., пол. Pallas, ісп. Palas), причому в англійському прикметнику Palladian, утвореному від назви астероїда, літера «д» присутня.
На честь астероїда названо хімічний елемент паладій, відкритий невдовзі після астероїда. А от кам'яно-залізні метеорити палласити, попри подібність назв, не мають жодного стосунку до Паллади, а названі на честь німецького натураліста Петера-Симона Палласа.
Старим астрономічним символом Паллади був спис ⚴, один із символів богині Афіни. Лезо найчастіше зображалося ромбом (◊), але були опубліковані різні графічні варіанти, включаючи серцеподібну форму ♤ або трикутник △, причому трикутник перетворював символ Паллади на алхімічний символ сірки 🜍. Загальний символ астероїда ② у вигляді диска з номером був введений у 1852 році та швидко став загальновживаним. Старий символ був відроджений для астрологічного використання в 1973 році.

## Орбіта й обертання

Анімація орбіти Паллади у внутрішній частині Сонячної системи
Паллада
Церера
Юпітер
Марс
Земля
Сонце

Паллада має незвичайні динамічні параметри для такого великого тіла. Її орбіта сильно нахилена (34.8°) і помірно ексцентрична (e = 0.2302, серед планет та карликових планети більші лише в Ериди та Плутона). Крім того, Паллада має дуже великий нахил осі обертання 84° з північним полюсом, спрямованим у бік екліптичних координат (β, λ) = (30°, −16°) з похибкою 5° в системі відліку Ecliptic J2000.0. Це означає, що влітку та взимку на Палладі великі частини поверхні знаходяться під постійним сонячним світлом або в постійній темряві протягом часу приблизно двох років.
Паллада близька до орбітального резонансу 1:1 з Церерою, що, ймовірно, є випадковістю. Паллада також близька до резонансів 18:7 (91 000 — річний період) і 5:2 (83-річний період) з Юпітером.
З Паллади іноді можна було б спостерігати транзити Меркурія, Венери, Марса і Землі по диску Сонця. Востаннє Земля робила це в 1968 і 1998 роках, а наступний транзит відбудеться у 2224 році. Транзит Меркурія відбувся в жовтні 2009 року. Останній і наступний транзити Венери — у 1677 і 2123 роках, а Марса — у 1597 і 2759 роках.

## Фізичні характеристики

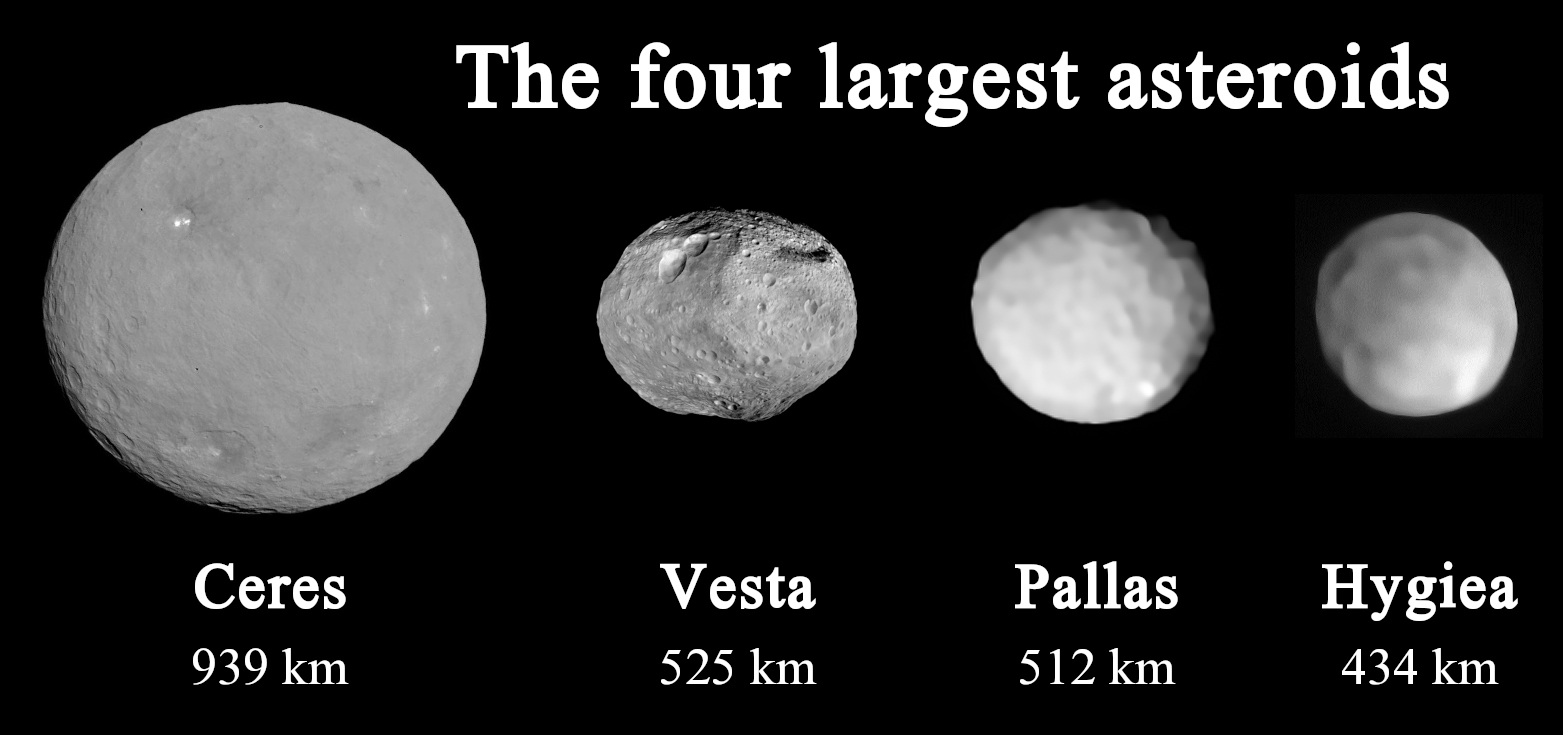
Відносні розміри чотирьох найбільших астероїдів. Паллада друга справа.

І Веста, і Паллада час від часу вважалися другим за величиною астероїдом. З діаметром 513 ± 3 км, Паллада трохи поступається Весті (525,4 ± 0,2 км). Маса Паллади становить 79 ± 1 % від маси Вести, 22 % від маси Церери та чверть відсотка маси Місяця.
Паллада розташована далі від Землі та має набагато нижче альбедо, ніж Веста, і, отже, тьмяніша для наземного спостерігача. Навіть набагато менший астероїд 7 Ірида трохи перевищує Палладу за середньою зоряною величиною в протистояння. Середня зоряна величина Паллади в протистояння становить +8,0, що доступне типовому біноклю. Але, на відміну від Церери та Вести, далеко від протистоянь зоряна величина Паллади може падати до +10,6, і бінокля вже буде недостатньо для спостережень. Під час рідкісних перигелійних протистоянь Паллада може досягати зоряної величини +6,4 і перебувати на межі видимості неозброєним оком.
Паллада є астероїдом B-типу. Згідно зі спектроскопічними спостереженнями, основним компонентом матеріалу на поверхні Паллади є силікат, що містить невелику кількість заліза та води. Мінерали цього типу включають олівін і піроксен, які перебувають у хондрах CM. Склад поверхні Паллади дуже схожий на метеорити Ренаццо, вуглецеві хондрити (CR), які мають навіть менший вміст водних мінералів, ніж тип CM. Видимий і ближній інфрачервоний спектр Паллади майже плоский, дещо яскравіший у бік синього. Існує лише одна чітка смуга поглинання в 3-мікронній частині, що свідчить про наявність безводного компонента, змішаного з гідратованими CM-подібними силікатами.Поверхня Паллади, швидше за все, складається з силікатного матеріалу; його спектр і розрахункова щільність (2,89 ± 0,08 г/см3) відповідають CM-хондритовим метеоритам (2,90 ± 0,08 г/см3), що свідчить про мінеральний склад, подібний до складу Церери, але значно менш гідратований.

### Особливості поверхні
На Палладі ідентифіковано одну яскраву пляму в південній півкулі та декілька кратерів. Станом на 2020 рік нараховувалося 36 кратерів, 34 з яких перевищують 40 км у діаметрі. Деяким із кратерів дано тимчасові назви, обрані на честь різних видів стародавньої зброї.
| Назва     | Англійська | Латинська або грецька | Значення                     |
| --------- | ---------- | --------------------- | ---------------------------- |
| Аконтія   | Akontia    | ἀκόντιον              | дротик                       |
| Дору      | Doru       | δόρυ                  | піка                         |
| Гоплон    | Hoplon     | ὅπλον                 | зброя (зокрема, великий щит) |
| Копіс     | Kopis      | κοπίς                 | великий ніж                  |
| Сарісса   | Sarissa    | σάρισσα               | спис                         |
| Сфендонай | Sfendonai  | σφενδόνη              | камінь для пращі             |
| Токса     | Toxa       | τόξον                 | лук                          |
| Ксіфос    | Xiphos     | ξίΦος                 | меч                          |
| Ксістон   | Xyston     | ξυστόν                | спис                         |

| Назва    | Англійська | Латинська або грецька | Значення                           |
| -------- | ---------- | --------------------- | ---------------------------------- |
| Аклис    | Aklys      | āclys                 | маленький метальний спис з ременем |
| Фальката | Falcata    | falcāta               | меч в доримській Іберії            |
| Махайра  | Makhaira   | μάχαιρα               | меч в Давній Греції                |
| Пілум    | Pilum      | pīlum                 | римський метальний спис            |
| Скутум   | Scutum     | scūtum                | римський щит, вкритий шкірою       |
| Сіка     | Sica       | sīca                  | канджал                            |
| Спата    | Spatha     | spatha                | прямий меч                         |

## Непідтверджені повідомлення про супутники
На основі даних покриття зорі Палладою 29 травня 1978 року була запропонована можливість існування в астероїда маленького супутника діаметром близько 1 кілометра, але подальших підтверджень цього супутника знайдено не було. 1980 року за даними спекл-інтерферометрії припустили існування набагато більшого супутника, існування якого було спростовано через кілька років за допомогою даних покриття.

## Нереалізовані космічні місії
Космічні кораблі ніколи не відвідували Палладу. Пропонувалось кілька проєктів, але жоден із них не було реалізовано. Обговорювався проліт зонда Dawn повз астероїд, який виявився неможливим через високий нахил орбіти Паллади.
Місія «Афіна» була запропонована як додатковий корисний вантаж місії «Психея». Вона мала подорожувати власною траєкторією і виконати проліт повз Палладу. Але ця місія не була профінансована, бо програла змагання іншим проєктам. Автори пропозиції називали Палладу найбільшою недослідженою протопланетою в головному поясі.

## Галерея

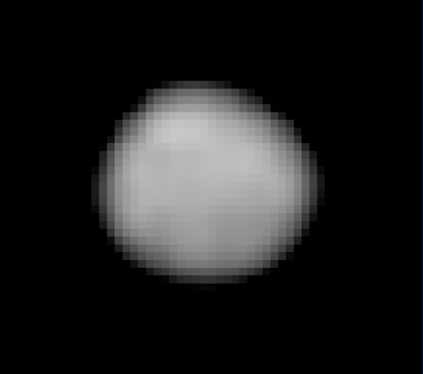
Знімок Паллади в ультрафіолетовому світлі, зроблений телескопом Хаббла у 2007 році
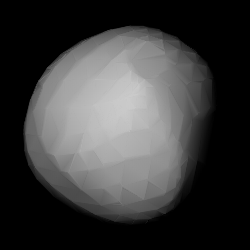
3D-модель поверхні, виконана на основі кривих світності
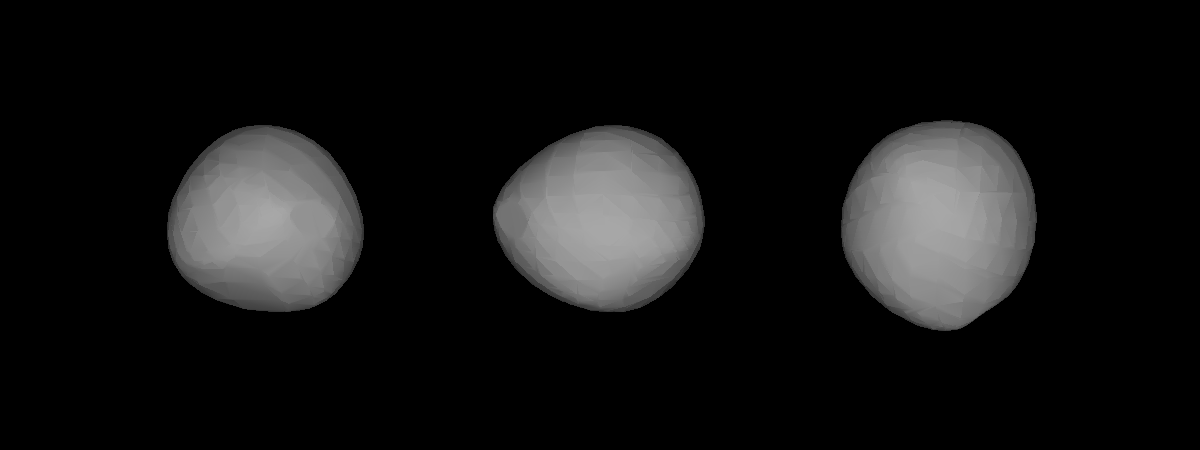
3D-модель поверхні, виконана на основі кривих світності
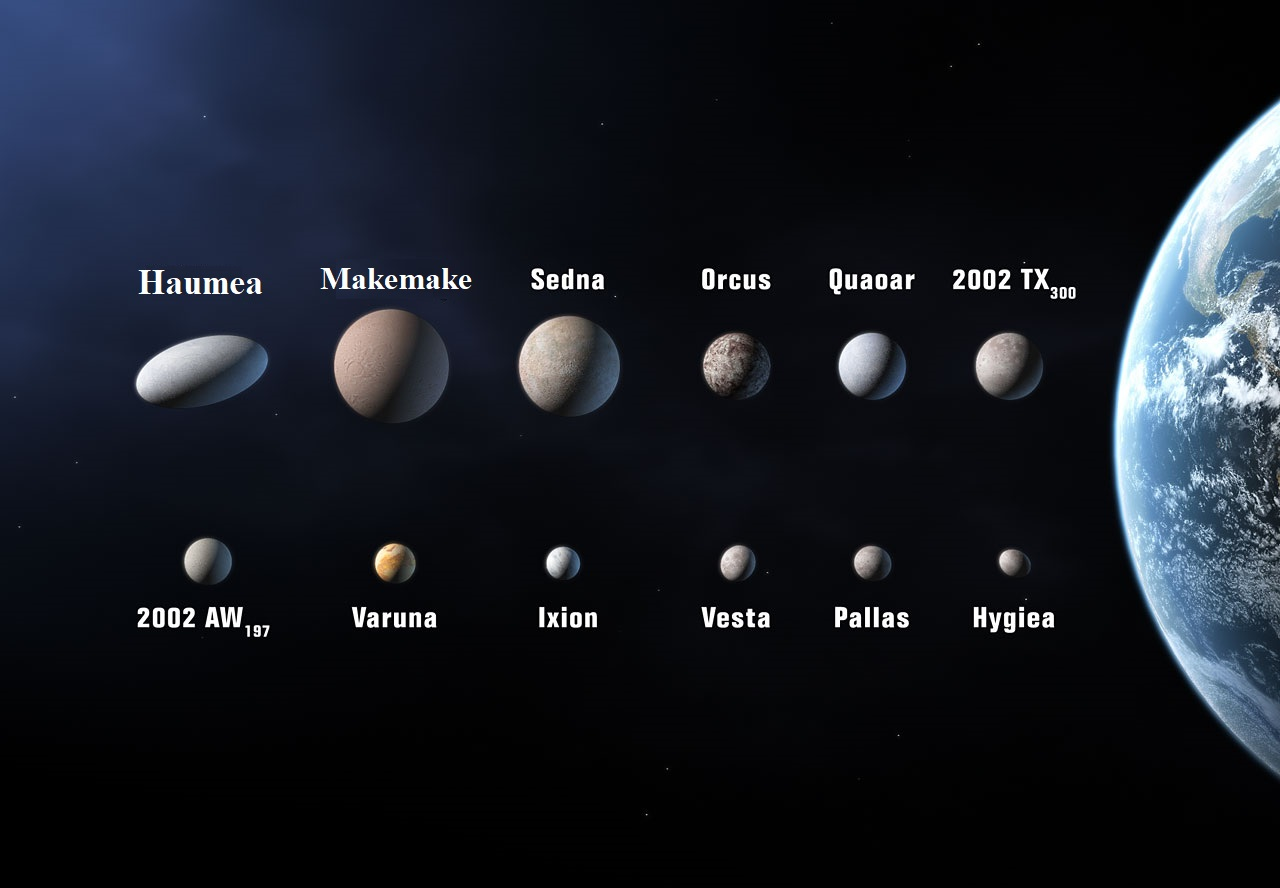
12 кандидатів, що початково розглядались на статус планети, у чернетці рішення Міжнародного Астрономічного Союзу. Паллада друга праворуч, у нижньому ряду.

## Виноски
1. ↑  Лише в китайській мові назва астероїд називається 智神星 (Zhìshénxīng) — «зоря богині мудрості» — не за звучанням, а за змістом грецької назви.